# Manuel Pereira
Manuel Pereira (ur. 31 marca 1928 w Mangualde) – portugalski polityk i prawnik, parlamentarzysta krajowy, od 1986 do 1989 poseł do Parlamentu Europejskiego II kadencji, w latach 1990–1991 minister administracji i spraw wewnętrznych.

## Życiorys
Ukończył studia prawnicze na Uniwersytecie w Coimbrze. Podjął praktykę w zawodzie adwokata, pracował też w administracji publicznej. Po rewolucji goździków z 1974 był m.in. sekretarzem generalnym resortu administracji i spraw wewnętrznych; ustąpił z tej funkcji w 1976. Zaangażował się w działalność polityczną w ramach Partii Socjaldemokratycznej, do której dołączył w 1978. Wybierany do Zgromadzenia Republiki I, II, III, IV i V kadencji, w którym reprezentował okręg Coimbra. W 1981 w portugalskim rządzie był sekretarzem stanu ds. administracji regionalnej i lokalnej. W 1982 pełnił funkcję przewodniczącego frakcji poselskiej PSD. W latach 1983–1986 był członkiem Zgromadzenia Parlamentarnego Rady Europy.
Od stycznia 1986 do września 1987 wykonywał mandat posła do Parlamentu Europejskiego w ramach delegacji krajowej, w 1987 został wybrany w wyborach powszechnych. Przystąpił do Grupy Liberalnej, Demokratycznej i Reformatorskiej, od 1987 do 1989 był jej wiceprzewodniczącym. Pełnił funkcję wiceprzewodniczącego Komisji ds. Polityki Regionalnej i Planowania Regionalnego (1986–1987), należał też m.in. do Komisji ds. Rolnictwa, Rybołówstwa i Rozwoju Wsi. Od stycznia 1990 do października 1991 pozostawał ministrem administracji w drugim rządzie Aníbala Cavaco Silvy. Do 1998 zasiadał we władzach krajowych swojej partii.